# Karel van der Meer
 (décembre 2015).
Si vous disposez d'ouvrages ou d'articles de référence ou si vous connaissez des sites web de qualité traitant du thème abordé ici, merci de compléter l'article en donnant les références utiles à sa vérifiabilité et en les liant à la section « Notes et références ».
Karel Louis van der Meer, né le 29 juillet 1905 et mort le 2 novembre 1978, était un arbitre néerlandais de football. Il débuta comme arbitre en 1933, et obtint son accréditation internationale de 1939 à 1952, et arrêta en 1957.

## Carrière
Il a officié dans des compétitions majeures : 
- JO 1948 (4 matchs)
- Coupe du monde de football de 1950 (2 matchs)
- JO 1952 (2 matchs)